# Pisklaki
Pisklaki – wieś w Polsce położona w województwie lubelskim, w powiecie biłgorajskim, w gminie Łukowa. Leży nad Tanwią.
W latach 1975–1998 miejscowość administracyjnie należała do województwa zamojskiego. 
Wieś jest sołectwem w gminie Łukowa. Według Narodowego Spisu Powszechnego z roku 2011 wieś liczyła 248 mieszkańców i była trzecią co do liczby ludności miejscowością gminy.Według Narodowego Spisu Powszechnego Ludności i Mieszkań z 2021 roku liczba ludności we wsi Pisklaki to 228 z czego 49,1% mieszkańców stanowią kobiety, a 50,9% ludności to mężczyźni. Miejscowość zamieszkuje 5,7% mieszkańców gminy.
Wierni Kościoła rzymskokatolickiego należą do parafii Parafia Narodzenia Najświętszej Maryi Panny w Chmielku. We wsi jest, otwarty w 2004, kościół filialny pw. Trójcy Świętej.
W 1958 roku na terenie wsi założono jednostkę Ochotniczej Straży Pożarnej. Od 2022 roku na terenie wsi działa również jednostka Młodzieżowej Drużyny Pożarniczej.

## Historia
Historia bierze początek od postawionego nad Tanwią młynem Pisklaka w XV wieku. W XVII wieku powstała tam karczma z piwem. W XX wieku wybudowano 6 klasową szkołę podstawową